# 希尔米雅也
希尔米·雅也（1949年3月6日—），马来西亚政治人物，为巫统党员。2013年马来西亚大选时，代表国民阵线当选为槟城浮罗山背的国会议员。2018年马来西亚第十四届大选，他以6,464张之差败选，输给来自公正党的莫哈末峇迪亚，无法继续连任该议席，并于之后宣布退出政坛。他也是前马来西亚槟城州立法议会直落巴巷议员和副卫生部长 。

## 个人荣誉
- 檳城：
  -  槟城护国荣誉勋章（DMPN）—拿督（1996年）[6]
  -  槟城护国辉煌勋章（DGPN）—拿督斯里（2004年）[7]